# (1461) Jean-Jacques
Pour les articles homonymes, voir Jean-Jacques.
(1461) Jean-Jacques est un astéroïde de la ceinture principale découvert le 30 décembre 1937 par l'astronome française Marguerite Laugier. Sa désignation provisoire était 1937 YL. Il a été nommé d'après le prénom du fils de ladite astronome.